# British Academy Film Awards 2016

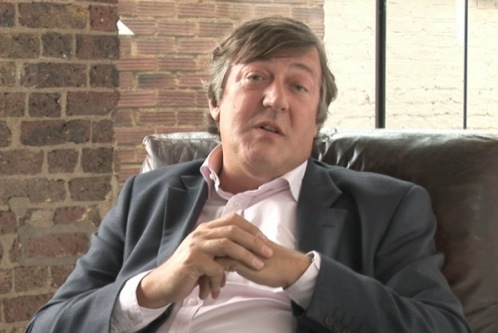
Stephen Fry moderierte die Veranstaltung 2016 zum elften Mal.

Die 69. Verleihung der British Academy Film Awards fand am 14. Februar 2016 im Royal Opera House in London statt, um die besten Filme des Filmjahrs 2015 zu ehren. Die Filmpreise der British Academy of Film and Television Arts (BAFTA) wurden wie üblich in 23 Kategorien verliehen, hinzu kamen ein Publikumspreis und zwei Ehrenpreise. Gastgeber der Veranstaltung war erneut der britische Schauspieler und Moderator Stephen Fry, der bereits zum elften Mal diese Funktion übernahm.
Die Nominierungen für die British Academy Film Awards wurden am 8. Januar 2016 von Moderator Stephen Fry und Schauspielerin Gugu Mbatha-Raw bekanntgegeben. Die meisten Nominierungen erhielten Bridge of Spies – Der Unterhändler und Carol mit jeweils neun Nennungen. Beide Werke wurden ihrer Favoritenrolle nicht gerecht: Bridge of Spies erhielt eine Auszeichnung (Mark Rylance als bester Nebendarsteller), Carol ging ganz leer aus. Erfolgreichster Film wurde The Revenant – Der Rückkehrer, der bei acht Nominierungen fünf Auszeichnungen erhielt, darunter die als bester Film, für die beste Regie (Alejandro Iñárritu), die beste Kamera (Emmanuel Lubezki) sowie Leonardo DiCaprio als bester Hauptdarsteller. Ebenfalls recht erfolgreich war Mad Max: Fury Road mit vier Ehrungen – bei sieben Nennungen – in drei Ausstattungskategorien (Bestes Szenenbild, Beste Maske, Beste Kostüme) und für den besten Schnitt.
| Film                                       | N | A |
| ------------------------------------------ | - | - |
| Bridge of Spies – Der Unterhändler         | 9 | 1 |
| Carol                                      | 9 | 0 |
| The Revenant – Der Rückkehrer              | 8 | 5 |
| Mad Max: Fury Road                         | 7 | 4 |
| Brooklyn – Eine Liebe zwischen zwei Welten | 6 | 1 |
| Der Marsianer – Rettet Mark Watney         | 6 | 0 |
| The Big Short                              | 5 | 1 |
| The Danish Girl                            | 5 | 0 |
| Ex Machina                                 | 5 | 0 |
| Star Wars: Das Erwachen der Macht          | 4 | 1 |
| The Hateful Eight                          | 3 | 1 |
| Spotlight                                  | 3 | 1 |
| Steve Jobs                                 | 3 | 1 |
| Sicario                                    | 3 | 0 |
| Alles steht Kopf                           | 2 | 1 |
| Amy                                        | 2 | 1 |
| Raum                                       | 2 | 1 |
| Theeb                                      | 2 | 1 |

## Preisträger und Nominierungen

### Bester Film
The Revenant – Der Rückkehrer (The Revenant) – Steve Golin, Alejandro G. Iñárritu, Arnon Milchan, Mary Parent, Keith Redmon
The Big Short – Dede Gardner, Jeremy Kleiner, Brad Pitt
Bridge of Spies – Der Unterhändler (Bridge of Spies) – Kristie Macosko Krieger, Marc Platt, Steven Spielberg
Carol – Elizabeth Karlsen, Christine Vachon, Stephen Woolley
Spotlight – Steve Golin, Blye Pagon Faust, Nicole Rocklin, Michael Sugar

### Bester britischer Film
Brooklyn – Eine Liebe zwischen zwei Welten (Brooklyn) – John Crowley, Finola Dwyer, Nick Hornby, Amanda Posey
45 Years – Tristan Goligher, Andrew Haigh
Amy – James Gay-Rees, Asif Kapadia
The Danish Girl – Tim Bevan, Lucinda Coxon, Eric Fellner, Anne Harrison, Tom Hooper, Gail Mutrux
Ex Machina – Alex Garland, Andrew Macdonald, Allon Reich
The Lobster – Ceci Dempsey, Efthymis Filippou, Ed Guiney, Yorgos Lanthimos, Lee Magiday

### Beste Regie
Alejandro G. Iñárritu – The Revenant – Der Rückkehrer (The Revenant)
Todd Haynes – Carol
Adam McKay – The Big Short
Ridley Scott – Der Marsianer – Rettet Mark Watney (The Martian)
Steven Spielberg – Bridge of Spies – Der Unterhändler (Bridge of Spies)

### Bester Hauptdarsteller
Leonardo DiCaprio – The Revenant – Der Rückkehrer (The Revenant)
Bryan Cranston – Trumbo
Matt Damon – Der Marsianer – Rettet Mark Watney (The Martian)
Michael Fassbender – Steve Jobs
Eddie Redmayne – The Danish Girl

### Beste Hauptdarstellerin
Brie Larson – Raum (Room)
Cate Blanchett – Carol
Saoirse Ronan – Brooklyn – Eine Liebe zwischen zwei Welten (Brooklyn)
Maggie Smith – The Lady in the Van
Alicia Vikander – The Danish Girl

### Bester Nebendarsteller
Mark Rylance – Bridge of Spies – Der Unterhändler (Bridge of Spies)
Christian Bale – The Big Short
Benicio del Toro – Sicario
Idris Elba – Beasts of No Nation
Mark Ruffalo – Spotlight

### Beste Nebendarstellerin
Kate Winslet – Steve Jobs
Jennifer Jason Leigh – The Hateful Eight
Rooney Mara – Carol
Alicia Vikander – Ex Machina
Julie Walters – Brooklyn – Eine Liebe zwischen zwei Welten (Brooklyn)

### Bestes adaptiertes Drehbuch
Adam McKay, Charles Randolph – The Big Short
Emma Donoghue – Raum (Room)
Nick Hornby – Brooklyn – Eine Liebe zwischen zwei Welten (Brooklyn)
Phyllis Nagy – Carol
Aaron Sorkin – Steve Jobs

### Bestes Originaldrehbuch
Tom McCarthy, Josh Singer – Spotlight
Matt Charman, Ethan Coen, Joel Coen – Bridge of Spies – Der Unterhändler (Bridge of Spies)
Pete Docter, Josh Cooley, Meg LeFauve – Alles steht Kopf (Inside Out)
Alex Garland – Ex Machina
Quentin Tarantino – The Hateful Eight

### Beste Kamera
Emmanuel Lubezki – The Revenant – Der Rückkehrer (The Revenant)
Roger Deakins – Sicario
Janusz Kamiński – Bridge of Spies – Der Unterhändler (Bridge of Spies)
Edward Lachman – Carol
John Seale – Mad Max: Fury Road

### Bestes Kostümdesign
Jenny Beavan – Mad Max: Fury Road
Paco Delgado – The Danish Girl
Odile Dicks-Mireaux – Brooklyn – Eine Liebe zwischen zwei Welten (Brooklyn)
Sandy Powell – Carol
Sandy Powell – Cinderella

### Bestes Szenenbild
Colin Gibson, Lisa Thompson – Mad Max: Fury Road
Judy Becker, Heather Loeffler – Carol
Celia Bobak, Arthur Max – Der Marsianer – Rettet Mark Watney (The Martian)
Rick Carter, Darren Gilford, Lee Sandales – Star Wars: Das Erwachen der Macht (Star Wars: The Force Awakens)
Rena DeAngelo, Bernhard Henrich, Adam Stockhausen – Bridge of Spies – Der Unterhändler (Bridge of Spies)

### Beste Maske(Best Make-up and Hair)
Damian Martin, Lesley Vanderwalt – Mad Max: Fury Road
Jerry Decarlo, Patricia Regan, Morag Ross – Carol
Morna Ferguson, Lorraine Glynn – Brooklyn – Eine Liebe zwischen zwei Welten (Brooklyn)
Siân Grigg, Duncan Jarman, Robert Pandini – The Revenant – Der Rückkehrer (The Revenant)
Jan Sewell – The Danish Girl

### Beste Filmmusik
Ennio Morricone – The Hateful Eight
Jóhann Jóhannsson – Sicario
Thomas Newman – Bridge of Spies – Der Unterhändler (Bridge of Spies)
Ryūichi Sakamoto, Alva Noto – The Revenant – Der Rückkehrer (The Revenant)
John Williams – Star Wars: Das Erwachen der Macht (Star Wars: The Force Awakens)

### Bester Schnitt
Margaret Sixel – Mad Max: Fury Road
Hank Corwin – The Big Short
Michael Kahn – Bridge of Spies – Der Unterhändler (Bridge of Spies)
Stephen Mirrione – The Revenant – Der Rückkehrer (The Revenant)
Pietro Scalia – Der Marsianer – Rettet Mark Watney (The Martian)

### Bester Ton
Lon Bender, Chris Duesterdiek, Martin Hernandez, Frank A. Montaño, Jon Taylor, Randy Thom – The Revenant – Der Rückkehrer (The Revenant)
David Acord, Andy Nelson, Christopher Scarabosio, Stuart Wilson, Matthew Wood – Star Wars: Das Erwachen der Macht (Star Wars: The Force Awakens)
Scott Hecker, Chris Jenkins, Mark A. Mangini, Ben Osmo, Gregg Rudloff, David White – Mad Max: Fury Road
Richard Hymns, Drew Kunin, Andy Nelson, Gary Rydstrom – Bridge of Spies – Der Unterhändler (Bridge of Spies)
Paul Massey, Mac Ruth, Oliver Tarney, Mark Taylor – Der Marsianer – Rettet Mark Watney (The Martian)

### Beste visuelle Effekte
Chris Corbould, Roger Guyett, Paul Kavanagh, Neal Scanlan – Star Wars: Das Erwachen der Macht (Star Wars: The Force Awakens)
Mark Ardington, Sara Bennett, Paul Norris, Andrew Whitehurst – Ex Machina
Andrew Jackson, Dan Oliver, Andy Williams, Tom Wood – Mad Max: Fury Road
Chris Lawrence, Tim Ledbury, Richard Stammers, Steven Warner – Der Marsianer – Rettet Mark Watney (The Martian)
Jake Morrison, Greg Steele, Dan Sudick, Alex Wuttke – Ant-Man

### Bester Animationsfilm
Alles steht Kopf (Inside Out) – Pete Docter
Shaun das Schaf – Der Film (Shaun the Sheep Movie) – Mark Burton, Richard Starzak
Minions – Kyle Balda, Pierre Coffin

### Bester britischer animierter Kurzfilm
Edmond – Nina Gantz, Emilie Jouffroy
Manoman – Simon Cartwright, Kamilla Kristiane Hodol
Prologue – Imogen Sutton, Richard Williams

### Bester britischer Kurzfilm
Operator – Caroline Bartleet, Rebecca Morgan
Elephant – Nick Helm, Alex Moody, Esther Smith
Mining Poems of Odes – Jack Cocker, Callum Rice
Over – Jeremy Bannister, Jörn Threlfall
Samuel-613 – Cheyenne Conway, Billy Lumby

### Bester Dokumentarfilm
Amy – Asif Kapadia, James Gay-Rees
Listen to Me Marlon – Stevan Riley, John Battsek, George Chignell, R.J. Cutler
Malala – Ihr Recht auf Bildung (He named me Malala) – Davis Guggenheim, Walter F. Parkes, Laurie MacDonald
Sherpa – Trouble on Everest – Jennifer Peedom, Bridget Ikin, John Smithson
Cartel Land – Matthew Heineman, Tom Yellin

### Bester fremdsprachiger Film
Wild Tales – Jeder dreht mal durch! (Relatos salvajes), Argentinien – Damián Szifron
Höhere Gewalt (Turist), Schweden – Ruben Östlund
The Assassin (Nie yin niang), Taiwan – Hou Hsiao-Hsien
Theeb, Jordanien – Naji Abu Nowar
Timbuktu, Mauretanien – Abderrahmane Sissako

### Bestes Debüt eines britischen Drehbuchautors, Regisseurs oder Produzenten
Naji Abu Nowar (Regie, Drehbuch), Rupert Lloyd (Produktion) – Theeb
Stephen Fingleton (Regie, Drehbuch) – The Survivalist
Alex Garland (Regie) – Ex Machina
Debbie Tucker Green (Regie, Drehbuch) – Second Coming
Sean McAllister (Regie, Produktion), Elhum Shakerifar (Produktion) – A Syrian Love Story

## Publikumspreis

### Beste darstellerische Nachwuchsleistung(EE Rising Star Award)
Der EE Rising Star Award ist ein Publikumspreis, der Preisträger wurde durch eine telefonische Abstimmung ermittelt.
John Boyega
Taron Egerton
Dakota Johnson
Brie Larson
Bel Powley

## Ehrenpreise

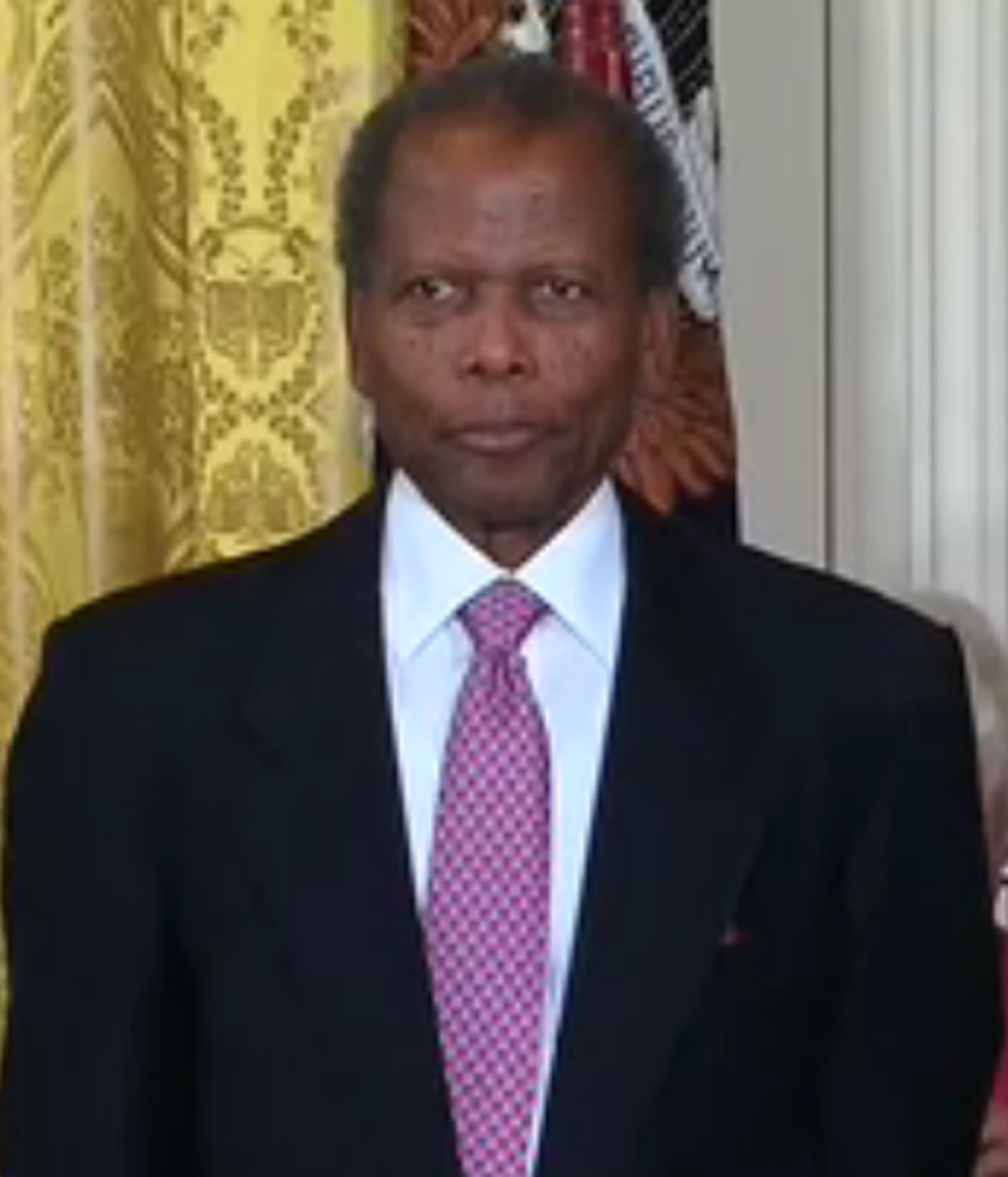
Sidney Poitier, Academy Fellow von 2016

### Academy Fellowship
- Sidney Poitier – bahamaisch-US-amerikanischer Schauspieler und Regisseur

### Herausragender britischer Beitrag zum Kino
(Outstanding British Contribution to Cinema)
- Angels Costumes – britischer Kostümverleih